# Tul·li Làurea
Tul·li Laurea (en llatí Tullius Laurea, en grec Τούλλιος Λαυρέας) va ser un peta grecoromà, del qual es conserven tres epigrames a l'antologia grega.
Podria ser el mateix personatge que Laurea Tul·li, llibert de Ciceró, del que Plini el Vell reprodueix alguns versos elegíacs en llatí. Per diverses referències aquesta possibilitat sembla estar quasi totalment confirmada.